# Opernglas (Zeitschrift)
Das Opernglas ist eine 1980 gegründete und in Hamburg erscheinende Fachzeitschrift für Opernfreunde. Das Opernglas erscheint jeden Monat (außer August) und bietet ausführliche Rezensionen aktueller Opernaufführungen aus der ganzen Welt mit vielen Farbfotos. Daneben präsentiert das Magazin zahlreiche Interviews mit großen Opernsängern, Regisseuren und anderen Künstlern. Auch findet man im Opernglas zahlreiche Besprechungen von Oper-CDs und eine weltweite Spielplanübersicht.